# Filippo di Savoia
Filippo di Savoia (Felipe in spagnolo, Philippe in francese, Philipp in tedesco e Philip in inglese; Ripaglia, 1417 – Annecy, 3 marzo 1444) fu conte di Ginevra in appannaggio dal 1434 alla sua morte.

## Origine
Filippo, secondo lo storico francese Samuel Guichenon nel suo Histoire généalogique de la royale maison de Savoie, era il figlio maschio ultimogenito di Amedeo VIII, detto il Pacifico, Conte di Savoia, d'Aosta e di Moriana, e della moglie, Maria di Borgogna, che, ancora secondo Samuel Guichenon, era figlia di Filippo II, duca di Turenna, duca di Borgogna e conte consorte di Borgogna (Franca Contea), Artois e Fiandre e della moglie, Margherita III, contessa di Fiandra, di Nevers, di Rethel, di Borgogna e d'Artois ed erede del Ducato di Brabante e del Ducato di Limburgo.

Amedeo VIII di Savoia, sempre secondo Samuel Guichenon, era l'unico figlio maschio di Amedeo VII, detto il Conte Rosso, Conte di Savoia, d'Aosta e di Moriana, e della moglie, Bona di Berry, che, sia secondo i Documens historiques et généalogiques sur les familles et les hommes remarquables du Rouergue, che secondo Pierre de Guibours, detto Père Anselme de Sainte-Marie o più brevemente Père Anselme, era la figlia terzogenita del duca di Berry e d'Alvernia e conte di Poitiers e Montpensier, Giovanni di Francia (1340 † 1416) e della prima moglie Giovanna d'Armagnac (24 giugno 1346-1387).

## Biografia
L'anno prima della nascita di Filippo, suo padre, Amedeo VIII, riuscì poi ad ottenere dall'imperatore, Sigismondo, la trasformazione della contea in ducato, nel 1416; Sigismondo il 19 gennaio, trovandosi a Chambéry, eresse la contea di Savoia e Piemonte in ducato, come ricompensa alla nobiltà, al valore e alla prudenza dimostrati dal cavaliere Amedeo VIII; il documento di elezione a ducato è datato 19 febbraio 1416, mentre il documento che investe Amedeo VIII titolare del ducato è datato 20 febbraio 1416.
Nel 1434, il 7 novembre, suo padre, Amedeo VIII, a Ripaglia, gli concesse il titolo di conte di Ginevra
Il 6 dicembre 1439, suo padre, Amedeo VIII, lo ricordò nel proprio testamento (Dominus Philippum de Sabaudia filium), riconoscendogli alcune signorie, tra cui la baronia di Faucigny, e altri lasciti.
Filippo morì il 3 marzo 1444, senza discendenza, per cui i suoi possedimenti tornarono al duca di Savoia, suo fratello, Ludovico di Savoia.

## Discendenza
Filippo non prese moglie e non si conosce alcuna discendenza.

## Ascendenza
|                              |                        |                                             | Genitori                  |  |  | Nonni |  |  | Bisnonni            |  |  | Trisnonni        |  |
|                              |                        |                                             |                           |  |  |       |  |  | Amedeo VI di Savoia |  |  | Aimone di Savoia |  |
|                              |                        |                                             |                           |  |  |       |  |  | Amedeo VI di Savoia |  |  | Aimone di Savoia |  |
|                              |                        | Violante Paleologa                          |                           |  |  |       |  |  | Amedeo VI di Savoia |  |  |                  |  |
| Amedeo VII di Savoia         |                        |                                             |                           |  |  |       |  |  | Amedeo VI di Savoia |  |  |                  |  |
|                              |                        | Bona di Borbone                             | Pietro I di Borbone       |  |  |       |  |  |                     |  |  |                  |  |
|                              |                        | Bona di Borbone                             | Pietro I di Borbone       |  |  |       |  |  |                     |  |  |                  |  |
|                              |                        | Bona di Borbone                             | Isabella di Valois        |  |  |       |  |  |                     |  |  |                  |  |
| Amedeo VIII di Savoia        |                        | Bona di Borbone                             |                           |  |  |       |  |  |                     |  |  |                  |  |
|                              |                        | Giovanni I di Berry                         | Giovanni II di Francia    |  |  |       |  |  |                     |  |  |                  |  |
|                              |                        | Giovanni I di Berry                         | Giovanni II di Francia    |  |  |       |  |  |                     |  |  |                  |  |
|                              |                        | Giovanni I di Berry                         | Bona di Lussemburgo       |  |  |       |  |  |                     |  |  |                  |  |
| Bona di Berry                |                        | Giovanni I di Berry                         |                           |  |  |       |  |  |                     |  |  |                  |  |
|                              |                        | Giovanna d'Armagnac                         | Giovanni I d'Armagnac     |  |  |       |  |  |                     |  |  |                  |  |
|                              |                        | Giovanna d'Armagnac                         | Giovanni I d'Armagnac     |  |  |       |  |  |                     |  |  |                  |  |
|                              |                        | Giovanna d'Armagnac                         | Beatrice di Borbone       |  |  |       |  |  |                     |  |  |                  |  |
| Filippo di Savoia            |                        | Giovanna d'Armagnac                         |                           |  |  |       |  |  |                     |  |  |                  |  |
|                              | Giovanni II di Francia | Filippo VI di Francia                       |                           |  |  |       |  |  |                     |  |  |                  |  |
|                              | Giovanni II di Francia | Filippo VI di Francia                       |                           |  |  |       |  |  |                     |  |  |                  |  |
|                              | Giovanni II di Francia | Giovanna di Borgogna                        |                           |  |  |       |  |  |                     |  |  |                  |  |
| Filippo II di Borgogna       | Giovanni II di Francia |                                             |                           |  |  |       |  |  |                     |  |  |                  |  |
|                              |                        | Bona di Lussemburgo                         | Giovanni I di Lussemburgo |  |  |       |  |  |                     |  |  |                  |  |
|                              |                        | Bona di Lussemburgo                         | Giovanni I di Lussemburgo |  |  |       |  |  |                     |  |  |                  |  |
|                              |                        | Bona di Lussemburgo                         | Elisabetta di Boemia      |  |  |       |  |  |                     |  |  |                  |  |
| Maria di Borgogna            |                        | Bona di Lussemburgo                         |                           |  |  |       |  |  |                     |  |  |                  |  |
|                              |                        | Luigi II di Fiandra                         | Luigi I di Crécy          |  |  |       |  |  |                     |  |  |                  |  |
|                              |                        | Luigi II di Fiandra                         | Luigi I di Crécy          |  |  |       |  |  |                     |  |  |                  |  |
|                              |                        | Luigi II di Fiandra                         | Margherita I di Borgogna  |  |  |       |  |  |                     |  |  |                  |  |
| Margherita III delle Fiandre |                        | Luigi II di Fiandra                         |                           |  |  |       |  |  |                     |  |  |                  |  |
|                              |                        | Margherita di Brabante, contessa di Fiandra | Giovanni III del Brabante |  |  |       |  |  |                     |  |  |                  |  |
|                              |                        | Margherita di Brabante, contessa di Fiandra | Giovanni III del Brabante |  |  |       |  |  |                     |  |  |                  |  |
|                              |                        | Margherita di Brabante, contessa di Fiandra | Maria d'Évreux            |  |  |       |  |  |                     |  |  |                  |  |
|                              |                        | Margherita di Brabante, contessa di Fiandra |                           |  |  |       |  |  |                     |  |  |                  |  |

### Fonti primarie
- (FR)  Histoire généalogique et chronologique de la maison royale de France, tomus III.
- (FR)  Documens historiques et généalogiques sur les familles et les hommes remarquables du Rouergue.
- (LA, FR)  Preuves de l'Histoire généalogique de la royale maison de Savoie, justifiée par titres, ..par Guichenon, Samuel

### Letteratura storiografica
- (FR)  Histoire généalogique de la royale maison de Savoie, justifiée par titres, ..par Guichenon, Samuel
- (FR)  Histoire de Savoie